# Äijälänsalmi
Äijälänsalmi är ett sund i Finland. Det ligger i Jyväskylä i landskapet Mellersta Finland, i den södra delen av landet, 230 km norr om huvudstaden Helsingfors.